# Bitwy morskie wojny secesyjnej

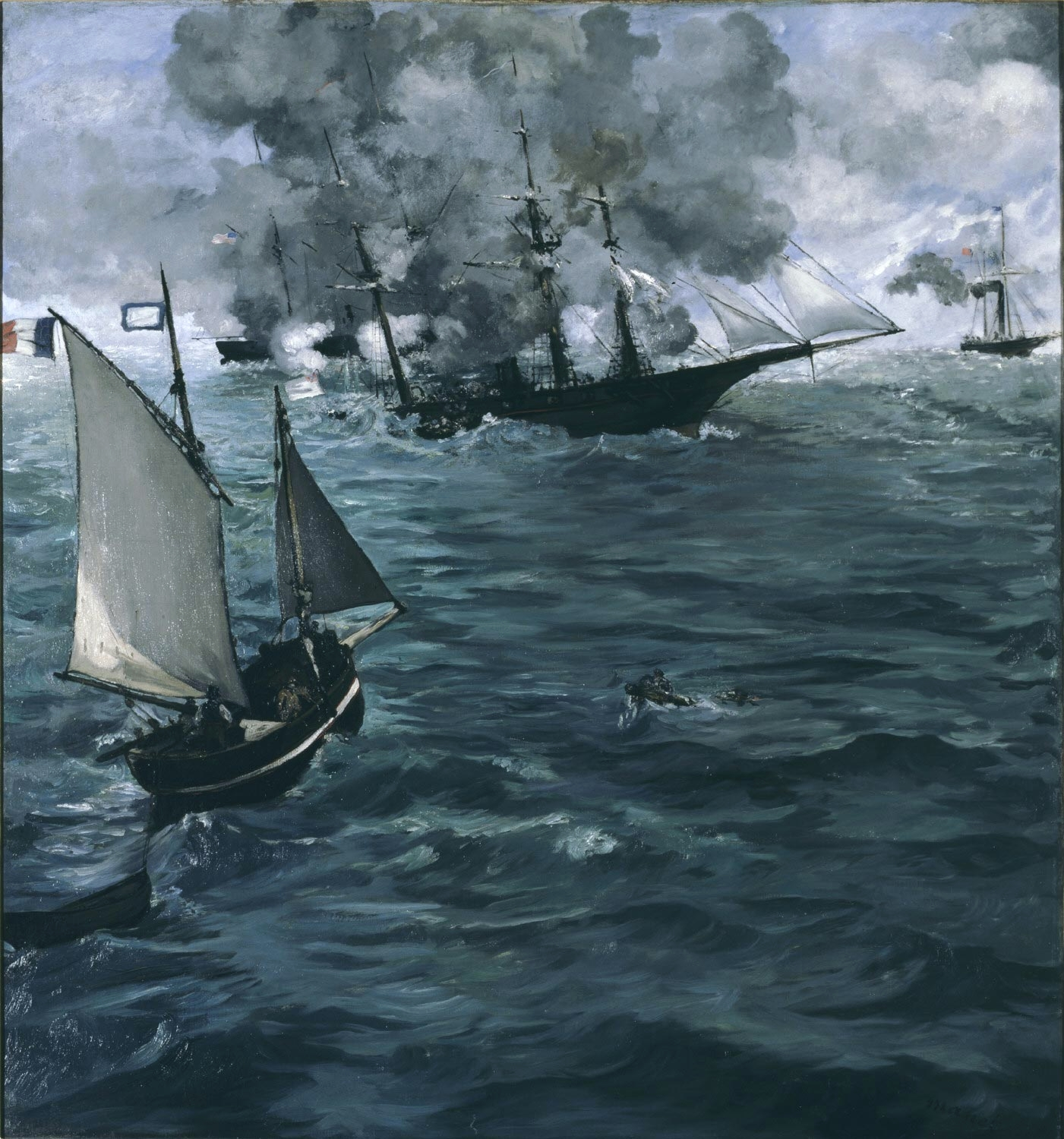
Bitwa pomiędzy USS Kearsarge i CSS Alabama w czerwcu 1864 na obrazie Édouarda Maneta

Bitwy morskie wojny secesyjnej, a także zaliczane do nich starcia okrętów na rzekach, były toczone w latach 1861–1865 podczas wojny secesyjnej w Ameryce Północnej. Stanowiły one istotny fragment działań armii obu stron na lądzie, a wynikały z przedsięwziętej przez władze cywilne i wojskowe Unii blokady portów morskich Konfederacji dla uniemożliwienia kontaktów handlowych ze światem zewnętrznym, w tym przede wszystkim ze Zjednoczonym Królestwem, które w początkowym okresie konfliktu wspierało konfederatów, zainteresowane w imporcie taniej amerykańskiej bawełny i tytoniu. W bitwach tych brały udział, w większej niż gdziekolwiek indziej w przeszłości okręty pancerne i podwodne, wprowadzano w ich trakcie nowocześniejsze, donośniejsze działa, miny i torpedy.
22 czerwca 1865 konfederacki rajder CSS Shenandoah oddał ostatni strzał w czasie starcia w Cieśninie Beringa, kończąc tym samym wojnę secesyjną w ponad dwa miesiące po kapitulacji generała Roberta Edwarda Lee.

## Lista bitew
- Bitwa o Przylądek Sewell (18–19 maja 1861)
- Bitwa u ujścia Aquia Creek (29 maja – 1 czerwca 1861)
- Bitwa o Port Royal (7 listopada 1861)
- Bitwa u Przylądka Cockpit (3 stycznia 1862)
- Bitwa w zatoce Hampton Roads (8–9 marca 1862)
- Bitwa pod fortami Jackson i St. Philip (16–28 kwietnia 1862)
- Bitwa o Wyspę Nr. 10 (28 lutego – 8 kwietnia 1862)
- Bitwa pod Fort Pillow (12 kwietnia 1864)
- Bitwa pod Drewry’s Bluff (15 maja 1862)
- Bitwa pod Memphis (6 czerwca 1862)
- Bitwa pod Tampa (30 czerwca – 1 lipca 1862)
- Bitwa pod Sabine Pass (8 września 1863)
- Bitwa pod Fort Hindman (9–11 stycznia 1863)
- Bitwa pod Cherbourgiem (19 czerwca 1864)
- Bitwa w zatoce Mobile (2–23 sierpnia 1864)